# Adam Cracknell
Adam Cracknell, född 15 juli 1985, är en kanadensisk professionell ishockeyspelare som är kontrakterad till NHL-organisationen Anaheim Ducks och spelar för deras primära samarbetspartner San Diego Gulls i AHL.
Han har tidigare spelat på NHL-nivå för New York Rangers, Dallas Stars, Edmonton Oilers,  Vancouver Canucks, Columbus Blue Jackets och St. Louis Blues och på lägre nivåer för Toronto Marlies, Laval Rocket, Hartford Wolf Pack, Chicago Wolves, Springfield Falcons, Peoria Rivermen, Quad City Flames och Omaha Ak-Sar-Ben Knights i AHL, Las Vegas Wranglers i ECHL och Kootenay Ice i WHL.
Cracknell draftades i nionde rundan i 2004 års draft av Calgary Flames som 279:e spelare totalt.

## Statistik
| 2002–2003  | Kootenay Ice             | WHL        | 67  | 7   | 4   | 11  | 37  | 11 | 0  | 0  | 0  | 2  |
| 2003–2004  | Kootenay Ice             | WHL        | 72  | 26  | 35  | 61  | 63  | 4  | 1  | 1  | 2  | 2  |
| 2004–2005  | Kootenay Ice             | WHL        | 72  | 19  | 29  | 48  | 65  | 16 | 8  | 8  | 16 | 6  |
| 2005–2006  | Kootenay Ice             | WHL        | 72  | 42  | 51  | 93  | 85  | 6  | 1  | 4  | 5  | 6  |
|            | Omaha Ak-Sar-Ben Knights | AHL        | 6   | 1   | 2   | 3   | 2   | —  | —  | —  | —  | —  |
| 2006–2007  | Las Vegas Wranglers      | ECHL       | 31  | 8   | 14  | 22  | 35  | 8  | 3  | 3  | 6  | 6  |
| 2007–2008  | Las Vegas Wranglers      | ECHL       | 61  | 29  | 30  | 59  | 47  | 21 | 9  | 13 | 22 | 4  |
|            | Quad City Flames         | AHL        | 4   | 1   | 0   | 1   | 0   | —  | —  | —  | —  | —  |
| 2008–2009  | Quad City Flames         | AHL        | 79  | 10  | 16  | 26  | 36  | —  | —  | —  | —  | —  |
| 2009–2010  | Peoria Rivermen          | AHL        | 76  | 17  | 21  | 38  | 40  | —  | —  | —  | —  | —  |
| 2010–2011  | St. Louis Blues          | NHL        | 24  | 3   | 4   | 7   | 8   | —  | —  | —  | —  | —  |
|            | Peoria Rivermen          | AHL        | 61  | 6   | 19  | 25  | 54  | 4  | 2  | 0  | 2  | 0  |
| 2011–2012  | St. Louis Blues          | NHL        | 2   | 1   | 0   | 1   | 0   | —  | —  | —  | —  | —  |
|            | Peoria Rivermen          | AHL        | 72  | 23  | 26  | 49  | 54  | —  | —  | —  | —  | —  |
| 2012–2013  | St. Louis Blues          | NHL        | 20  | 2   | 4   | 6   | 4   | 5  | 0  | 0  | 0  | 0  |
|            | Peoria Rivermen          | AHL        | 49  | 17  | 16  | 33  | 26  | —  | —  | —  | —  | —  |
| 2013–2014  | St. Louis Blues          | NHL        | 19  | 0   | 2   | 2   | 0   | 5  | 1  | 0  | 1  | 2  |
|            | Chicago Wolves           | AHL        | 28  | 12  | 13  | 25  | 8   | 7  | 3  | 1  | 4  | 2  |
| 2014–2015  | Columbus Blue Jackets    | NHL        | 17  | 0   | 1   | 1   | 2   | —  | —  | —  | —  | —  |
|            | Springfield Falcons      | AHL        | 18  | 3   | 4   | 7   | 2   | —  | —  | —  | —  | —  |
|            | Chicago Wolves           | AHL        | 22  | 7   | 6   | 13  | 8   | 5  | 1  | 0  | 1  | 4  |
| 2015–2016  | Vancouver Canucks        | NHL        | 44  | 5   | 5   | 10  | 14  | —  | —  | —  | —  | —  |
|            | Edmonton Oilers          | NHL        | 8   | 0   | 0   | 0   | 6   | —  | —  | —  | —  | —  |
| 2016–2017  | Dallas Stars             | NHL        | 69  | 10  | 6   | 16  | 12  | —  | —  | —  | —  | —  |
| 2017–2018  | Dallas Stars             | NHL        | 1   | 0   | 0   | 0   | 0   | —  | —  | —  | —  | —  |
|            | New York Rangers         | NHL        | 4   | 0   | 0   | 0   | 0   | —  | —  | —  | —  | —  |
|            | Hartford Wolf Pack       | AHL        | 15  | 2   | 1   | 3   | 6   | —  | —  | —  | —  |    |
|            | Laval Rocket             | AHL        | 54  | 27  | 21  | 48  | 42  | —  | —  | —  | —  | —  |
| 2018–2019  | Toronto Marlies          | AHL        | 14  | 3   | 7   | 10  | 10  | —  | —  | —  | —  | —  |
|            | San Diego Gulls          | AHL        | —   | —   | —   | —   | —   | —  | —  | —  | —  | —  |
| NHL totalt | NHL totalt               | NHL totalt | 208 | 21  | 22  | 43  | 46  | 10 | 1  | 0  | 1  | 2  |
| AHL totalt | AHL totalt               | AHL totalt | 498 | 129 | 152 | 281 | 288 | 16 | 6  | 1  | 7  | 6  |
| WHL totalt | WHL totalt               | WHL totalt | 283 | 94  | 119 | 213 | 250 | 37 | 10 | 13 | 23 | 16 |